# 神真都Q

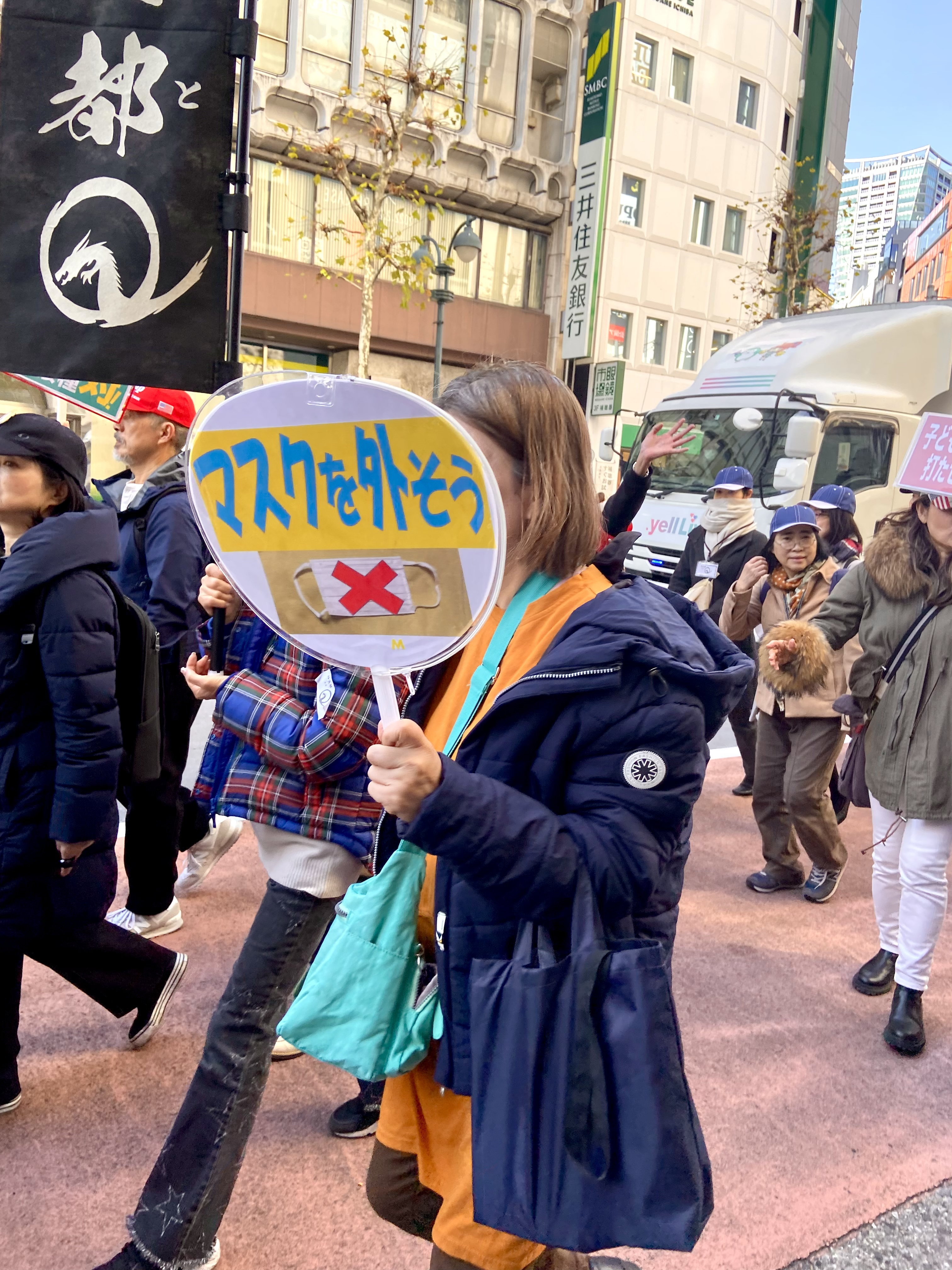
デモ活動の様子（2022年2月27日・渋谷駅前）

神真都Q（やまとキュー、英: YamatoQ）は、陰謀論者によって構成される日本の反ワクチン団体。2021年後半に形成され、同年12月26日に行われた「神真都覚醒」宣言により正式に「神真都Q」として発足した。それ以前の名称は大和Q。2022年3月15日には、「一般社団法人神真都Q会」という名称で一般社団法人として登記された。アメリカの極右が展開している陰謀論・政治運動であるQアノンの日本支部を自称するが、オカルトやスピリチュアルが基盤にあるとされる。またQアノン日本版として紹介されることもあるが、藤倉善郎によると、日本のQアノン信奉者の本流（Jアノン）とは異なるグループである。

## 組織
2021年後半に形成され、同年12月26日に行われた「神真都覚醒」宣言により正式に「神真都Q」として発足した。それ以前の名称は大和Q。2022年3月15日には、「一般社団法人神真都Q会」という名称で一般社団法人として登記された。代表者は村井大介（通称: 甲兄）と倉岡宏行（元俳優の岡崎礼、通称: 岡本一兵衛）。
陰謀論グループとしては珍しい中央集権化された組織となっており、リーダー格7人で構成され活動方針の策定などを行う「執行管理部」と、十数名で構成され、その管理下に置かれる「執行部」に分かれる。執行部には、抗議活動やデモ、ポスティング、エデン造り（メンバーで構成される村を作る計画）などの各担当が設けられており、全国各地に地域別のリーダーやサブリーダー（ブロックリーダー）が設置されている。勧誘は主にSNSで実施され、都道府県ごとに作られたLINEのオープンチャットやTelegram等を中心に活動やコミュニケーションが行われている。また、会員制度も設けており、会員登録時に氏名・住所・電話番号・メールアドレス・身分証などの個人情報の提出を求めている。またデモ参加時においても、氏名のほかに住所や電話番号の提出を求めている地方支部もある。会員からは入会金900円と年会費3,600円を徴収している。
2022年4月28日には、国内外からの申し込みにより、確認作業に時間がかかっているとして、会員申し込みを停止したが、現在は再開している。
同年6月14日以降は振り込みも行っていたが、関西本部へ村井大介名義での現金書留での送金を推奨していた。
寄付金も募っており、会員は2,000、非会員は20,000以上の寄付金で神真都のしずくという独自の飲料を返礼品として提供している。
ダイヤモンド・オンラインではフリーライターの有井太郎により、「日本の「陰謀論」最新事情、反ワクチン団体・神真都Qと参政党の内実」とのタイトルで取り上げられた。

## 主張
「人々は光と闇の銀河戦争から逃げ延びた悪い宇宙人によって構成されるディープステートに支配されており、解放されなければならない」「龍神天王は甲軍と神真都Qを守る世界皇帝」「警察は宇宙人がゴムマスクをしたゴム人間であり、松ヤニに弱い」などと主張し、人口の37%が目覚めれば宇宙人の支配から解放されるという「大和グリッド帰還計画」を主張している。また、大和民族を「善なる宇宙人」と「龍神」の遺伝子を受け継ぐ末裔であると位置付けており、ナショナリスト・民族主義グループとしての一面がある。
「アメリカ合衆国の元大統領であるドナルド・トランプから承認された17億人いるQのグループの一つ」であると主張しており、米国の極右陰謀論集団「Qアノン」の一派であると見なされている。米国のQアノンと同様に、ドナルド・トランプ前米大統領を支持・称賛している。一方、Jアノンと呼ばれている日本国内のQアノン信者集団とも異なり、神真都Qはよりオカルトやスピリチュアルの影響を強く受けているという指摘もある。
新型コロナウイルス感染症については、「コロナウイルスは存在しない」「コロナワクチンは人類の遺伝子を変異させるため」「ワクチン接種は人口削減計画のひとつ」「ワクチン接種は殺人行為」「不織布マスクは危険」などと主張している。ウクライナ情勢については、「プーチンもQ」であると主張しており、「ウクライナやNATOはディープステートの手先で、プーチンは正義の味方」「（ロシアのウクライナ侵攻は）小児人身売買や毒ガス製造のための地下施設を攻撃しているだけ」などと主張している。
ジャーナリストの藤田庄市は、オウム真理教との類似点を指摘している。藤倉善郎は「広島県呉市議の谷本誠一と神真都Qの主張がよく似ている」と指摘している。
2022年12月22日から、反ワクチン・マスク運動に次ぎ、南出喜久治と共に真正護憲論も主張している。

## 活動

### デモ
2022年1月、渋谷・原宿・代々木で1000人規模を動員してデモを行い、新型コロナウイルスに関する誤情報やワクチン忌避の言説を訴えた。渋谷で行われたデモには、元グラビアアイドルの小出広美が参加した。3月に入ってからは、ワクチン接種会場へ倉岡自らメンバーと共に出向き、ワクチン接種の妨害を行うなどの過激な行為が増加した。
神真都Qは、ノーマスクで月1,2回全国同時デモを行っており、日本国内における反ワクチン団体の中では最も規模が大きいとされる。

### エデン造り
全国各地に取得した土地に移住し、メンバーで自治空間を作る「エデンの村興し」計画を進めており、メンバーからの資金や土地家屋の提供、および執行部による候補地の視察などが行われている。「家や職を失ったひと、親を失ったひとの居住場所を確保し、 食料危機などに備えて、無農薬で野菜づくりなどに取り組む」としており、2022年3月30日から現在までに、北海道・山口県・香川県・静岡県にてセミナーやモデルケースの公開を行っている。

### ポスティング
コロナワクチンに関する多くのデマをまとめたビラを、役所・医療機関・保育所等に組織的に計画し、送付している。

### 行政交渉
主に理事である京極光晴が活動しており、2022年4月には、大阪市に対し文書での交渉をしており、同年6月22日には、大阪市と団体交渉をした。

## 事件
2022年4月7日、子供を対象にワクチン接種を行っていた東京都内のクリニックにおいて、抗議活動を行っていた4人のメンバーが、建造物侵入の現行犯で警視庁公安部によって逮捕された。リーダーの村井大介と倉岡宏行は、不当逮捕として神真都Qのメンバーや賛同者に署名を求めている。12日には、この逮捕に関して、弁護士の木原功仁哉が「違法逮捕」だとする声明文を自身のSNSにて公開した。
同年4月9日、組織的な関与を調べるために東京都港区の元事務所で家宅捜索が行われ、警視庁公安部が関係資料約10点を押収した。翌日には、逮捕者の親族であり、同団体の東京アライアンスリーダーを名乗る中野道明が、「日本刀でぶった斬りに行く」「皆殺しにする」など、襲撃や、具体的な方法を挙げて殺害を予告する内容の文章をInstagramに連続して投稿するという事態が起きた。なお、現在はそれらの投稿は全て削除され、中野は同月13日に公式ホームページで謝罪動画を公開し、活動を停止した。
同年4月20日、4月7日に逮捕されたメンバーと一緒にクリニックに侵入・主導したとして、倉岡が建造物侵入容疑で逮捕された。21日には、一連のメンバーと理事の逮捕を受けて、同月24日に予定されていた全国同時デモが中止された。なお、5月中旬に活動を再開するとSNS上で告知している。
同年4月29日、4月7日に逮捕されたメンバーのうち、3名が東京地方検察庁により建造物侵入罪で起訴された。残る1名は処分保留とした。
同年5月10日、渋谷区のワクチン接種会場に押し入った事件で、東京地検は建造物侵入罪で倉岡を起訴した。
同月11日、東京都内のワクチン接種会場に押し入ったとして、警視庁公安部は建造物侵入の疑いでメンバー1名を逮捕した。
同年6月2日、3月29日に東京都新宿区にあるワクチン接種会場に、ワクチン接種を中止させる目的で侵入したとして、警視庁公安部は建造物侵入の疑いで、自称リーダーを含むメンバーの男女5人を再逮捕した。再逮捕された容疑者は、医師や看護師に「ワクチン接種は犯罪だ」「違法な接種を直ちにやめろ」などと執拗に迫っていたとしている。
同月22日、東京地検は再逮捕していたメンバー5人を建造物侵入罪で追起訴した。
同年7月13日、警視庁公安部は新型コロナウイルス感染症のワクチン接種会場だった東京ドームに侵入したとして、建造物侵入罪で倉岡を含むメンバー8人を逮捕した。
メンバーに対する一連の捜査は、カルトや新宗教などを担当する警視庁公安部公安総務課が指揮を執った。1990年代にオウム真理教事件を捜査・逮捕したのもこの公安総務課であり、ある全国紙の記者によれば、「公安部ではオウムの二の舞いを避けたいという思いから、部内でも精鋭が集まる公安総務課が早めに動いたのでしょう。神真都Qを国家公安を害する陰謀論集団だと認識し、事前に芽を摘みたいという考えがある」とされる。
同年11月8日、大阪府警察本部警備部は団体への寄付金などで収入を得ながら、大阪市此花区から堺市へ、さらに9月には静岡県に転居したことを隠し、此花区から生活保護費などとして4回にわたり計約51万円を詐取したとして、代表の村井を詐欺容疑で逮捕した。神真都Q会はホームページなどで寄付金を募り、口座には同年2～7月の約半年間で1044回、計7192万5635円が入金されていたという。村井は同年4～6月に6回にわたり計約620万円を引き出しており、村井自身が転居したことに伴い、引き出した金で新居で必要な電化製品などを買っていたとみられている。此花区は村井に対し、9月分の生活保護費についても返還請求をしている。同月28日、大阪地検は村井を詐欺罪で起訴した。村井はこの件について容疑を否認している。
同年12月1日、3月13日に静岡県焼津市内にある新型コロナウイルス感染症のワクチン接種会場に侵入したとして、静岡県警察本部警備部公安課と焼津警察署などは、建造物侵入容疑で神真都Q会理事を含む計8名を逮捕した。同月5日、静岡県警は静岡本部の他、関係する複数の活動拠点を家宅捜査している。その後、同月21日に8人が略式起訴され、静岡簡易裁判所からいずれも罰金10万円の略式命令を受けた。
同月22日、東京地方裁判所で開かれた倉岡ら5名の判決公判で、「接種会場の平穏を大きく害した」として倉岡に懲役1年6か月・執行猶予3年、3か所に侵入した二人には懲役10か月・執行猶予3年、2か所に侵入した二人には懲役1年・執行猶予3年のいずれも有罪判決を言い渡した。判決では倉岡らを「ワクチン接種を中止させるという意見を押し通すため犯行に及んだ」と非難、特に主導的役割を果たした倉岡の責任は最も重いとした一方、罪を認めて退会届を提出したことなどを考慮した。
2023年3月17日、大阪地方裁判所で村井の初公判が行われた。村井は起訴内容の認否を「よく分からない」として留保したが、弁護側は「反ワクチン運動を弾圧する目的の国策捜査であり、公訴権の乱用だ」として起訴内容を否認した。
弁護側は口座は団体のもので、支出は全て団体の活動に使われたと反論。堺市には団体の活動拠点を移転させただけとして「収入や転居の事実はない」と述べた。
さらに、「殺人ワクチンだ」「人口削減のためだ」「被告を狙い撃ちにした立件だ」と持論を展開した。
2024年3月15日、大阪地裁で村井に対する判決公判が開かれ、判決では「堺市の物件での生活実態も認められ、寄付金をその不動産や家電の支払いとしていて使用しており、収入として認められる」と認定し「被告の詐欺行為は認められる」としたうえで「常習性がうかがわれ、悪質な犯行である」などとして、村井に懲役1年6か月の実刑判決を言い渡した。